# 徴税村
徴税村（ちょうぜいそん、英語: Revenue Village）、地域によってはモウザ (mouza)、マウザ (mauza) は、バングラデシュやパキスタン、また一部のインドにおける小規模な行政区画の一種で、境界が明確が引かれた村落。日本語では、英語の音写によりレベニュー・ビレッジともいい、また歳入区域と訳される場合もある。
ひとつの徴税村の中には、複数の小村（ハムレット）が含まれている場合もある。それぞれの徴税村には村落行政官 (Village Administrative Officer, VAO) が置かれている。
インドでは、一般的に、徴税村が複数集まってグラム・パンチャヤート (GP) と呼ばれる行政村が構成される。グラム・パンチャヤートは、独立前から各地に散在していたとされるが、独立後に全国的な制度化が進み、1957年に制度として確立されたが、徴税村はその後も、農村住民の日常生活の単位として実質的な役割を担い続けている。

## 歴史
徴税村は、イギリス領インド帝国の時期に、集落を統治する行政階層の最下位の単位として設定されたものである。この制度は、徴税の仕組みを改善し、徴税の過程を適正化するために設けられたものであり、農村の計画や開発を目的としたものではない。
例えば、ベンガル地方の場合、1840年から1870年にかけて、タクバスト測量 (Thakbast survey) と呼ばれた地租査定のための測量が全域でおこなわれ、その際に、社会経済的な地域の実情とは無関係に、機会的に徴税村の境界が設定された。
また、マハーラーシュトラ州のある事例では、徴税村はタルクと称され、独立後に農地改革がおこなわれるまでは、不在地主として多くの土地を所有す るブラーミン地主がジャギルダールと称された徴税官を務めていたという。（なお、 タルク (taluk) は、徴税村より小さい単位を意味することもある。）
20世紀になるまで、モウザ（マウザ）はパルガナーと称された徴税のための地区の単位を意味していた。人口が増加し、村落が各地で発展すると、モウザという概念は重要性を失っていった。今日では、自然に形成された村落を意味するグラム (gram) とほとんど同じ意味で用いられている。バングラデシュでは、正式な行政区画の最小単位は、ワード (ward) であるが、その下に英語では「Revenue Village」（徴税村）と訳される単位としてモウザが日常的に用いられており、バングラデシュ全域で総数は 59,990 か所にのぼるとされる。また、例えば、選挙人名簿では、かつてはモウザの名称に基づいていたが、今では村落名が用いられるのが普通になっている。